# Über die Verhältnisse
Über die Verhältnisse ist ein Roman der österreichischen Autorin Barbara Frischmuth, der 1987 veröffentlicht wurde.

## Handlung
Im Zentrum des zeitgenössischen Romans steht die emanzipierte und selbstbewusste Wirtin des Spanferkel-Gasthofs, in deren Umfeld sich private und politische Verhältnisse vielfältig miteinander verweben. Ausgerechnet ihre 20-jährige Tochter will heimlich heiraten, obwohl dies diametral zu ihrer emanzipatorischen Erziehung steht. Verzweifelt versucht die Mutter, ihre Tochter für sich zurückzugewinnen. Dabei lässt sie ihre Beziehungen zu Angehörigen höchster Regierungskreise spielen, deren abendlicher Treffpunkt das Spanferkel ist.

## Rezeption
Da eine Hauptfigur ein Bundeskanzler ist, wurde das Werk auch als Schlüsselroman gelesen.

## Ausgaben
- Erstausgabe: Über die Verhältnisse. Residenz-Verlag, Salzburg/Wien 1987, ISBN 3-7017-0506-2.
- Taschenbuch: Über die Verhältnisse. dtv, München 1994, ISBN 3-423-11346-4. Neuausgabe: Aufbau, Berlin 2011, ISBN 978-3-7466-2711-3.
- E-Book: Über die Verhältnisse. Aufbau, Berlin 2011, ISBN 978-3-8412-0283-3 (EPUB).